# Hiperinflacja

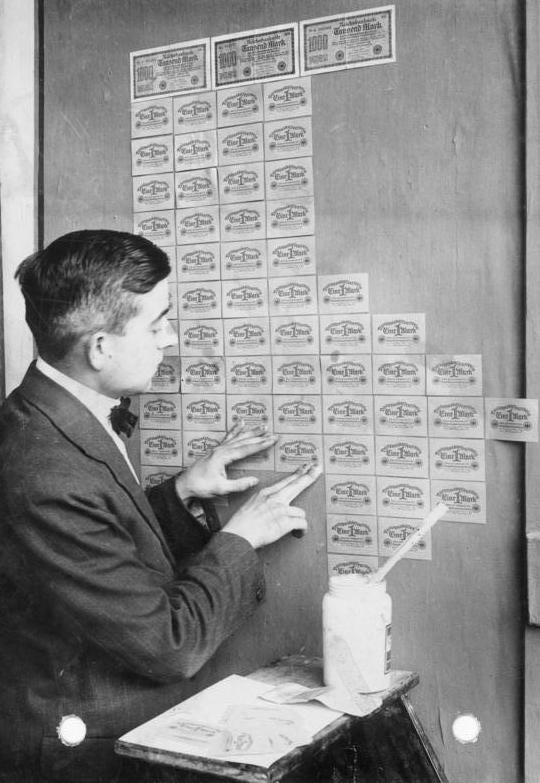
Niemcy, 1923. Banknoty tak bardzo straciły na wartości, że wykorzystywano je jako tapetę.

Hiperinflacja – bardzo wysoka inflacja, powodowana zwykle przez całkowite załamanie systemu finansowego kraju (i utratę zaufania do waluty krajowej) oraz ogromny deficyt budżetowy finansowany przez dodruk pieniędzy. Chociaż zdania ekonomistów różnią się między sobą, od jakiego poziomu wzrost cen stanowi już hiperinflację, często za umowną jej granicę przyjmuje się utrzymujący się przez kilka miesięcy wzrost cen o co najmniej 50% miesięcznie.

## Przykłady hiperinflacji na świecie

### Węgry po II wojnie światowej

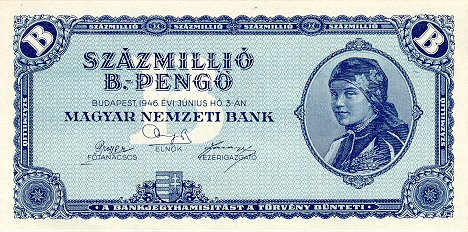
Banknot o nominale 100 trylionów pengő

Największą hiperinflacją w historii była hiperinflacja na Węgrzech po zakończeniu II wojny światowej, gdzie w 1946 roku największym nominałem był banknot 100 000 000 000 000 000 000 (100 trylionów, gdzie trylion to jedynka z 18 zerami) pengő (przygotowano już do wprowadzenia banknot o nominale miliard bilionów (tryliarda) pengo, tj. jedynki z 21 zerami; zamiast opisu cyfrowego na banknocie znajdowało się oznaczenie „Egymilliárd B.-pengő”), a inflacja wyniosła 41 900 000 000 000 000 (41,9 biliarda) % w skali miesiąca, co oznaczało podwajanie się cen przeciętnie w ciągu każdych 15 godzin. Gdy w sierpniu 1946 roku wprowadzono tam forinta, przyjęto przelicznik 1:400 000 000 000 000 000 000 000 000 000, co oznacza, iż jeden forint otrzymał wartość 400 kwadryliardów (gdzie kwadryliard to jedynka z 27 zerami) pengő.

### Rozpad Jugosławii

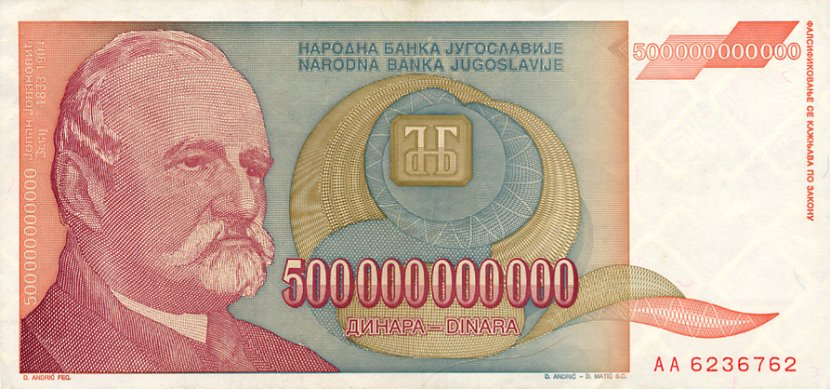
Hiperinflacja w Jugosławii: Banknot o nominale 500 miliardów dinarów

Podczas wojny towarzyszącej rozpadowi byłej Jugosławii w pierwszej połowie lat 90. inflacja sięgała 100% dziennie. Dinar jugosłowiański praktycznie nie był używany (posługiwano się powszechnie niemieckimi markami lub dolarami USA), jednak formalnie był jednostką monetarną tego kraju. W styczniu 1994 dokonano tam dwóch denominacji, najpierw 1 stycznia w proporcji 1:1 000 000 000, a następnie drugi raz 24 stycznia, decydując się na emisję nowego dinara jugosłowiańskiego, zrównując go z marką niemiecką, a co oznaczało de facto denominację w proporcji około 1:10 000 000 – 1:13 000 000 (taka była tego dnia wartość rynkowa marki). Pozostałością tych hiperinflacyjnych zaburzeń w byłej Jugosławii jest fakt, że walutą Bośni i Hercegowiny jest tak zwana marka transferowa (związana sztywno z euro poprzez przelicznik marki na euro z chwili zmiany waluty w Niemczech), natomiast Czarnogóra oraz Kosowo nie posiadają własnej waluty i – pomimo że nie są członkami Unii Europejskiej – posługują się euro.

### Zimbabwe

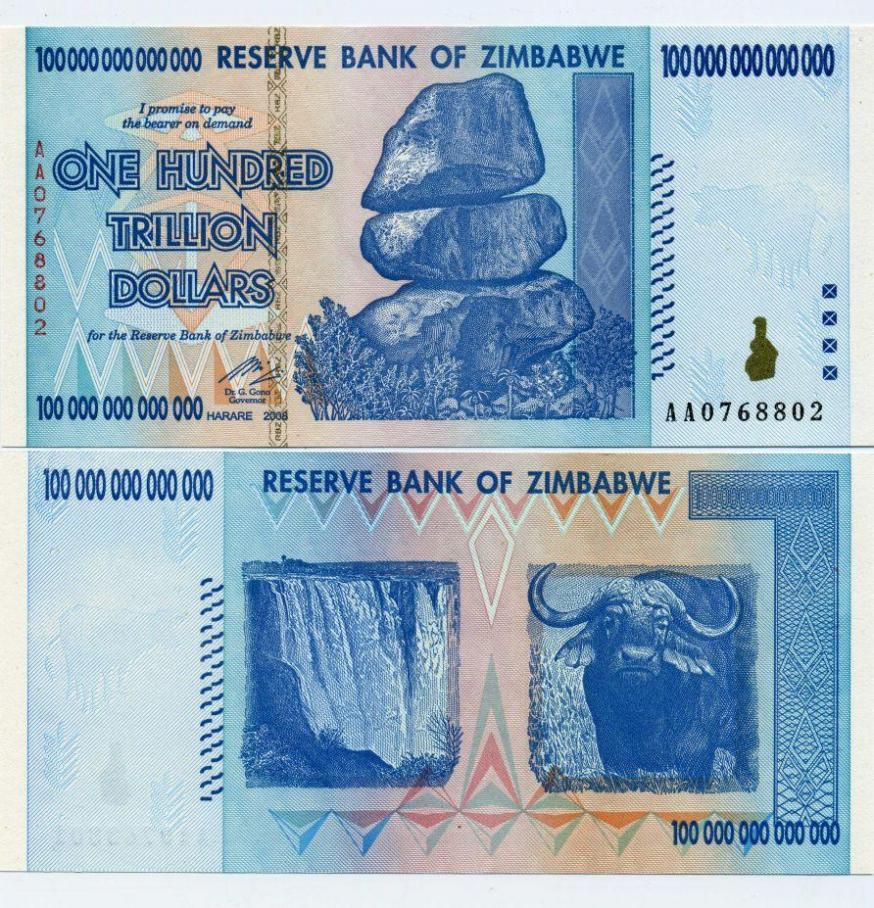
Banknot 100 bilionów dolarów Zimbabwe. Emitowany w 2008 r. Przedstawia formację skalną z okolic Epworth.

W 2006 roku przeprowadzono denominację o trzy rzędy wielkości (1000 do 1). Prócz zwykłych banknotów znajdują się w obiegu czeki na okaziciela (Bearer Cheque) wydawane na okres 1 roku przeznaczone wyłącznie dla zagranicznych turystów.
Ze względu na hiperinflację (w 2008 r. wynoszącą kilka milionów procent w skali rocznej) kolejne nominały banknotów tracą swoją jakąkolwiek wartość i są zastępowane nominałami wyższymi, np. w połowie maja 2008 r. 1 dolar amerykański wart był 250 000 000 dolarów Zimbabwe, a do obiegu wprowadzono banknot o nominale 500 000 000 dolarów, pod koniec czerwca według kursu banku centralnego 1 dolar amerykański wart był ponad 10 000 000 000 dolarów Zimbabwe, a według kursu rynkowego 40 000 000 000 dolarów Zimbabwe (ówczesny banknot o najwyższym nominale) wart był ok. 3 polskich groszy; pod koniec lipca do obiegu wszedł banknot 100 miliardów dolarów Zimbabwe (31 lipca według kursu oficjalnego za dolara amerykańskiego płacono niemal 70 mld dolarów Zimbabwe, a według kursu rynkowego 510 mld).
1 sierpnia 2008 r. przeprowadzono denominację w stosunku 10 000 000 000:1 (dziesięć miliardów do jednego), aby ograniczyć skutki hiperinflacji osiągającej w tym czasie 2,2 mln % rocznie.

### Polska
Polskę hiperinflacja dotknęła dwukrotnie. Pierwszy raz – kilka lat po odzyskaniu niepodległości, po 1918 r.; drugi raz na przełomie lat 80. i 90. XX wieku.

#### Polska – lata 20. XX wieku

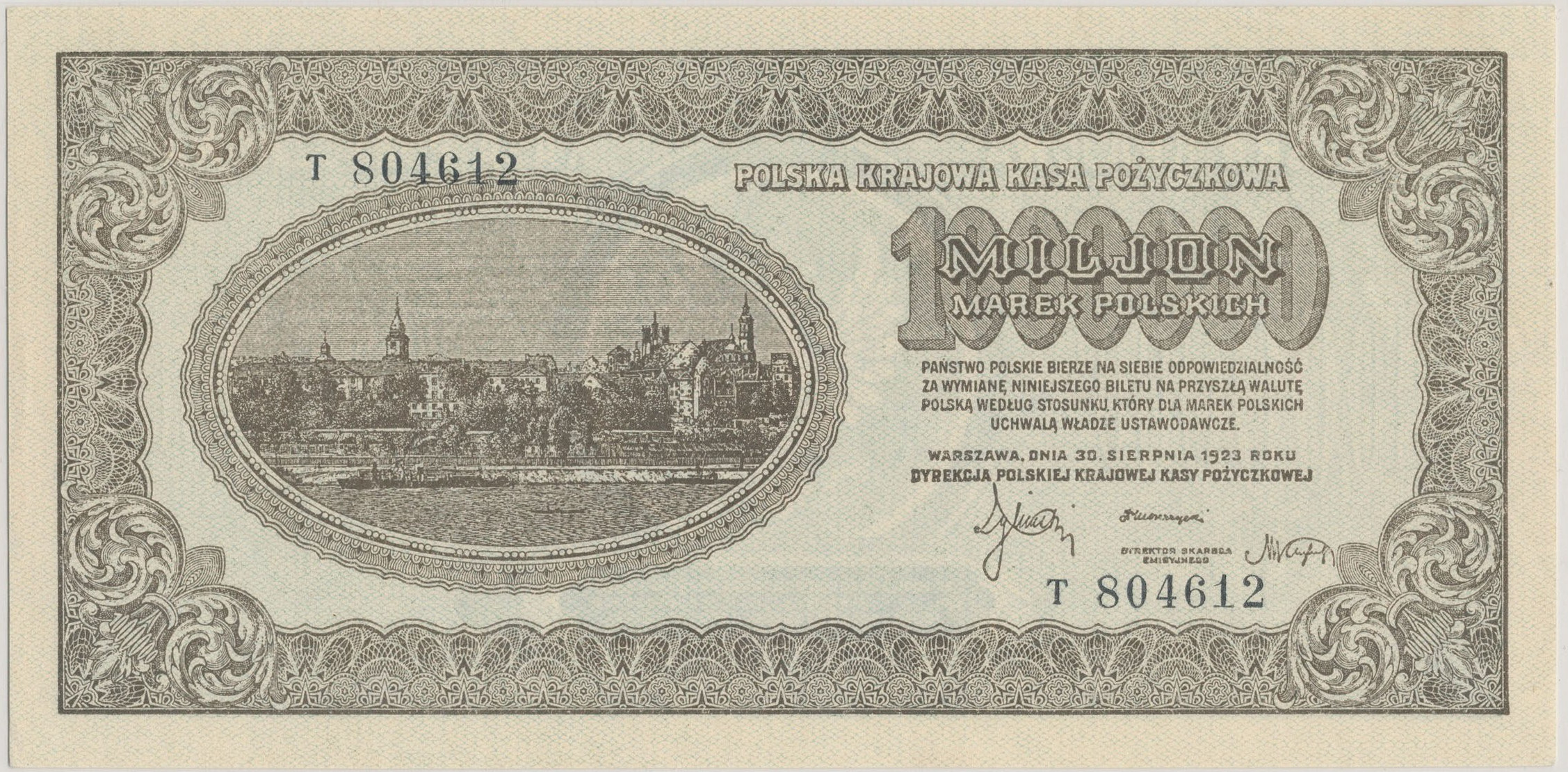
Banknot o nominale miliona marek polskich

Od 1918 do 1923 r. Polska borykała się z nadmiernym deficytem budżetowym, sięgającym 155% PKB w 1921 r. i 94% w 1922 r., napędzającym inflację. Na początku 1923 r. inflacja obowiązującej wówczas w Polsce waluty – marki polskiej (skrót: mkp) – nabrała rozpędu: kurs jej spadł z 9 mkp za 1 dolara amerykańskiego w 1918 r. do 6 375 000 mkp za dolara pod koniec 1923 r. 1 marca 1923 r. po naradzie prezydenta Stanisława Wojciechowskiego z byłymi ministrami skarbu na stanowisko to powołano Władysława Grabskiego, który w krótkim czasie przedstawił program naprawy państwa. Sejm jednak plan ten odrzucił. Tymczasem inflacja wciąż narastała, zadłużenie państwa piąty rok z rzędu rosło. Wprowadzony przez państwo tzw. podatek inflacyjny, płacony przez wszystkich obywateli przynosił budżetowi trzy razy więcej wpływów, niż normalna działalność gospodarcza, toteż przestały działać mechanizmy napędzające koniunkturę. Coraz częstsze były strajki, w kraju zapanował chaos. Pod koniec roku, 18 grudnia 1923 r. Grabski został powołany na stanowisko premiera; dobrał sobie tzw. rząd fachowców (żaden z ministrów poprzedniego rządu powoływanych według klucza politycznego nie otrzymał w nim teki). Grabski otrzymał też od Sejmu 6-miesięczne pełnomocnictwa ustawodawcze.
W krótkim czasie zastąpił markę polską nową walutą o nazwie złoty polski, rozwiązał też Polską Krajową Kasę Pożyczkową (założoną jeszcze przez okupanta niemieckiego w 1916 r.), pełniącą rolę banku – emitenta marek polskich. Zastąpił go Bank Polski (poprzednik Narodowego Banku Polskiego). Kurs złotego polskiego równy był kursowi franka szwajcarskiego. Dotychczasowy podatek inflacyjny został zastąpiony nadzwyczajnym podatkiem majątkowym oraz „zwyczajnymi” podatkami, takimi jak: dochodowy i przychodowy. Posunięcia rządu Grabskiego w ciągu roku 1924 spowodowały skuteczne zdławienie hiperinflacji i uporządkowanie gospodarki Polski.

#### Polska – lata 80. XX wieku
Drugi raz w Polsce hiperinflacja pojawiła się przy załamaniu się gospodarki PRL, kiedy NBP, tak jak PKKP w 1918–1923, łatał wydatki budżetu dodrukiem pieniędzy. Skala tej hiperinflacji była jednak znacznie niższa, niż w latach 20. (w lutym 1990 w stosunku do lutego 1989 wyniosła ona 1183,1%). Hiperinflację zdławiono dzięki planowi Balcerowicza, którego mechanizmy zasadniczo były podobne do planu Grabskiego z 1923 roku. Kurs amerykańskiego dolara w chwili uruchomienia planu Balcerowicza wynosił 9500 PLZ. Po zdławieniu hiperinflacji, do maja 1991 r. utrzymywano kurs sztywny. Przez następne lata kurs dolara wobec złotego powoli i coraz wolniej rósł, bezpośrednio po przeliczeniu w związku z denominacją na nowe złote – wynosił 2,43 PLN.

### Hiperinflacja w innych krajach

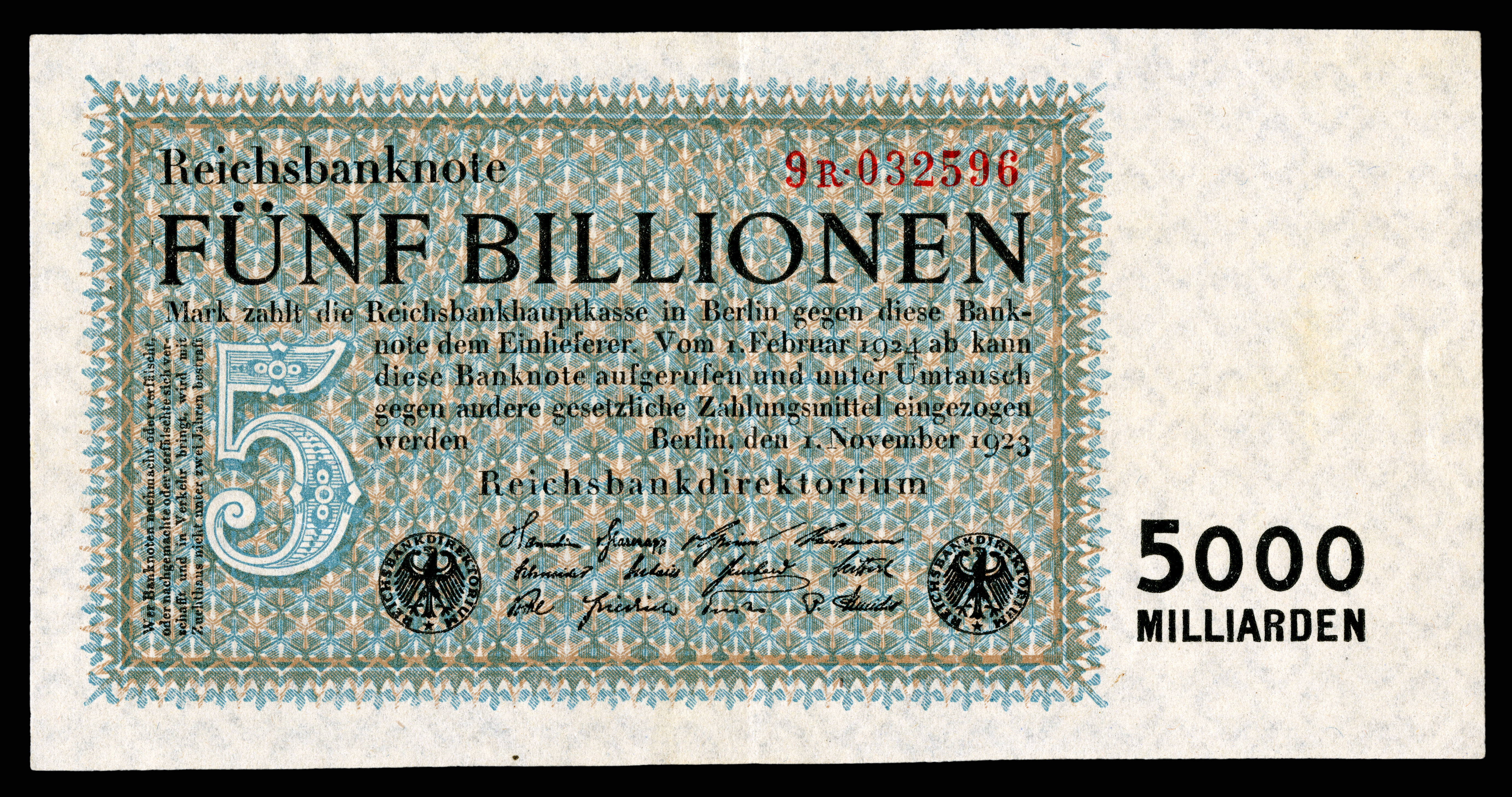
Banknot 5 bilionów Reichsmarek (przed wymianą) z datą emisji 1 listopada 1923

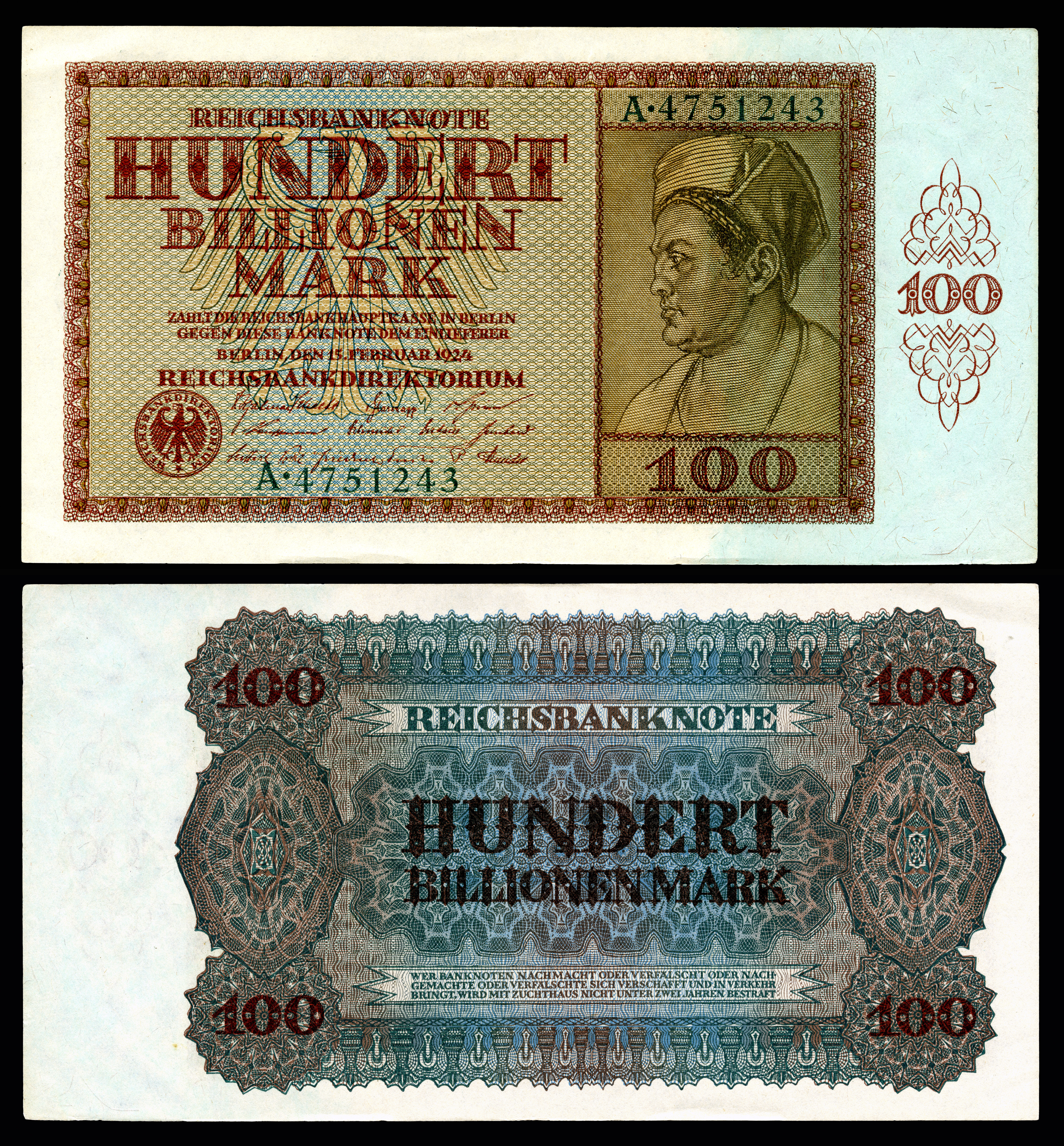
Banknot 100 bilionów marek, wyemitowany 15 lutego 1924

W tym samym czasie, co pierwsza hiperinflacja w Polsce, zjawisko to, na znacznie zresztą większą skalę, dotknęło Niemcy.
Kurs jednego funta brytyjskiego w markach:
- lipiec 1914 – 20,4
- styczeń 1919 – 43,3
- styczeń 1920 – 314,9
- styczeń 1921 – 315,4
- styczeń 1922 – 932,1
- styczeń 1923 – 87 343,9
- lipiec 1923 – 1 717 582,9
- sierpień 1923 – 22 455 411
- wrzesień 1923 – 480 459 000
- październik 1923 – 122 764 600 000
- listopad 1923 – 20 142 000 000 000

Cena funta chleba w Niemczech w markach:
- 1918 – 0,63
- styczeń 1923 – 250
- lipiec 1923 – 3465
- wrzesień 1923 – 1 512 000
- listopad 1923 – 201 000 000 000

Podobna choć jeszcze cięższa była sytuacja w RFSRR. Od 1 lipca 1918 do 1 stycznia 1921 r. obieg pieniężny wzrósł z 43,2 mld do 1 168,6 mld rubli (tzn. 27 razy) i wzrastał nadal. W 1921 r. wartość 100 tysięcy rubli ówczesnych spadła do 1 kopiejki z 1917. W pierwszym kwartale 1922 emisja wynosiła 67% na miesiąc, wzrost cen zaś 265% na miesiąc. W 1922 r. przeprowadzono wymianę 1 nowego rubla na 10 000 dotychczasowych, w 1923 r. kolejną wymianę 1 rubla emisji 1923 na 100 emisji 1922 lub 1 milion rubli sprzed reformy.
Po II wojnie światowej hiperinflacja pojawiła się kilkakrotnie w różnych krajach, najczęściej w Ameryce Łacińskiej (m.in. w Argentynie i w Wenezueli).